# Thomas Pollock Anshutz

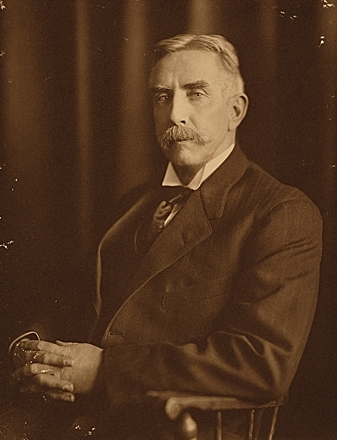
Thomas Pollock Anshutz um 1900

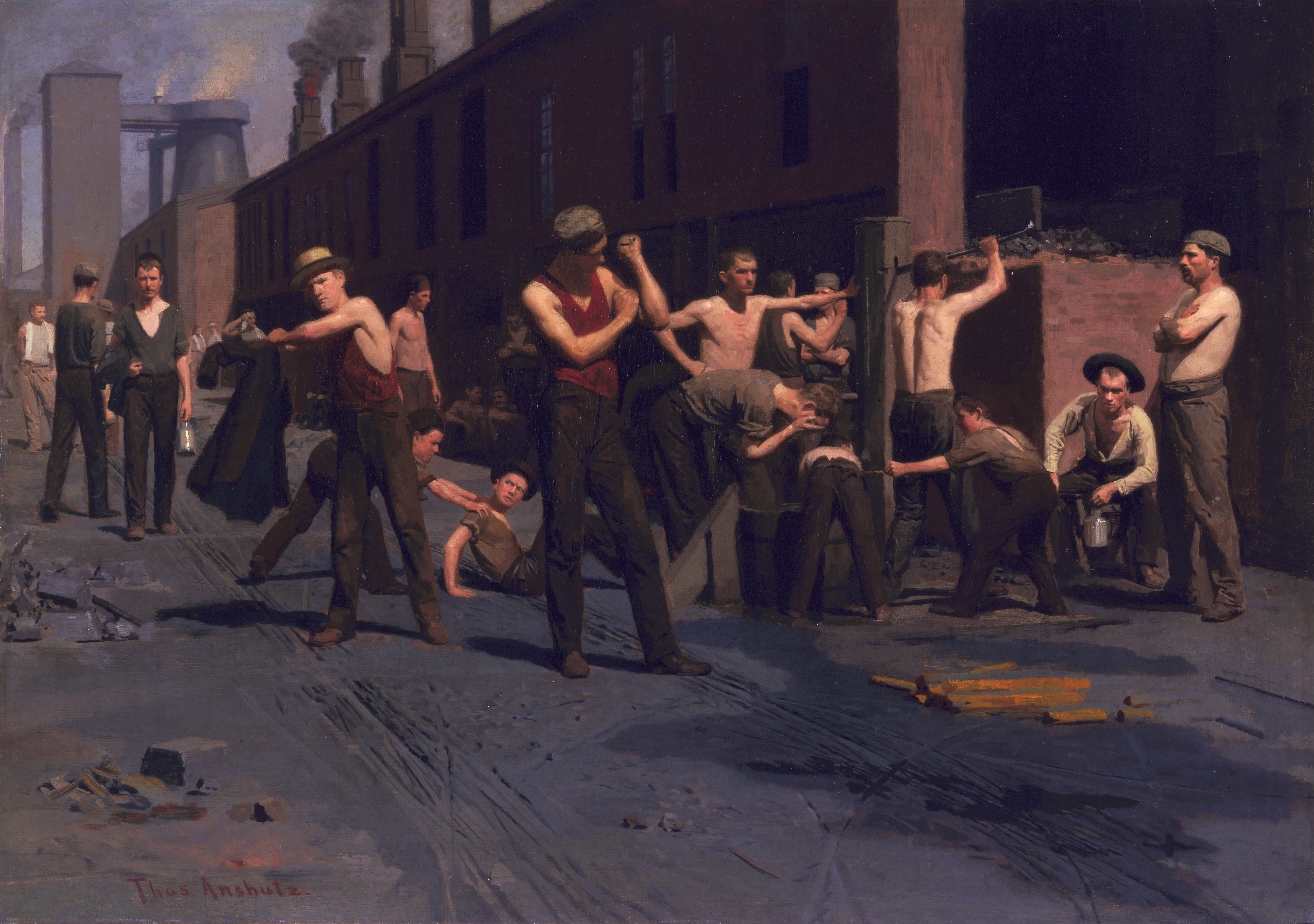
Mittagspause der Stahlarbeiter (The Ironworkers’ Noontime), 1880

Thomas Pollock Anshutz (deutsch: Anschütz, * 5. Oktober 1851 in Newport (Kentucky); † 16. Juni 1912 in Philadelphia) war ein US-amerikanischer Porträt- und Genremaler.
Thomas Anschütz, der Sohn von Jacob Anschütz und Jane Abigail Pollock, wuchs in Newport und in Wheeling (West Virginia) auf. Anfang der 1870er Jahre studierte er bei dem Maler Lemuel Wilmarth (1835–1918) an der New Yorker National Academy. 1875 nahm er im Philadelphia Sketch Club Unterricht bei Thomas Eakins. Ab 1876 lehrte Eakins an der Pennsylvania Academy of the Fine Arts. Thomas Anschütz schrieb sich im selben Jahr dort ein und wurde 1878 Eakins Assistent. 1880 – noch als Student – schuf Anschütz sein bekanntestes Gemälde Mittagspause der Stahlarbeiter. Zusammen mit dem Studenten John Laurie Wallace (1864–1953) setzte Anschütz zu Anfang der 1880er Jahre auf Anregung von Eakins den Fotoapparat als Hilfsmittel zu Studien für neue Gemäldevorhaben ein. Eadweard Muybridge kam nach Philadelphia. Anschütz und Eakins halfen ihm bei der Entwicklung seines Zoopraxiskops.
Anfang 1886 musste Eakins nach dem Lendenschurz-Skandal seine Stelle an der Akademie aufgeben. Anschütz nahm diese später ein. Anschütz heiratete 1892 Effie Shriver Russell, ging mit ihr nach Paris und besuchte dort die Académie Julian. 1893 kehrte das Paar nach Philadelphia zurück und Anschütz blieb als Lehrer an der Akademie. Zu seinen Schülern zählten Elizabeth Sparhawk-Jones (1885–1968), George Luks, Charles Demuth, Charles Sheeler, Everett Shinn (1876–1953), John Marin, William Glackens, Margaret Taylor Fox (1857–1941), Louisa Eyre (1872–1953), Robert Henri, John Sloan und Anna Huntington Stanley (1864–1907). 1898 gründete er zusammen mit Hugh Breckenridge in Darby eine Sommerschule für Freilichtmalerei außerhalb Philadelphias und beteiligte sich bis 1910 an den Veranstaltungen. Ebenfalls 1910 wurde er als Mitglied der oben erwähnten National Academy assoziiert. Anschütz wurde Präsident des Philadelphia Sketch Club.
Nach Holly Beach City/Cape May County zog sich Anschütz des Öfteren mit der Familie zurück und schuf dort neue Werke.
Gegen Ende seines Lebens trat er als Sozialist auf. Im Herbst 1911 gab Thomas Anschütz gesundheitshalber den Malerberuf auf.